# Manuel Luís Coelho da Silva
Manuel Luís Coelho da Silva (São Miguel de Bustelo, Penafiel, 26 de março de 1859 — Coimbra, 1 de Março de 1936).

## Biografia
Filho de Joaquim Coelho da Silva e de sua mulher Ana Rita da Rocha.
Ordenado Presbítero a 24 de setembro de 1884. O Papa Bento XV nomeou-o Bispo de Coimbra a 31 de outubro de 1914. Foi sagrado Bispo a 21 de março de 1915 por D. António Barroso, Bispo do Porto e fez a entrada na Sé de Coimbra a 15 de abril do mesmo ano.
Tornou-se no 58.º Bispo de Coimbra e consequentemente 23.º Conde de Arganil de juro e herdade. Foi Bispo desta Diocese até à sua morte, a 1 de Março de 1936.
A 17 de junho de 1928 ordenou Bispo o futuro Cardeal Cerejeira.
Tendo o futuro Padre Américo visto ser-lhe recusada a admissão ao Seminário Maior de Nossa Senhora da Conceição (Porto), Manuel Luís Coelho da Silva admite-o ao Seminário Maior da Sagrada Família de Coimbra a 3 de outubro de 1925. Em 1932 confia-lhe a missão de gerir a "Sopa dos Pobres".